# سلاتینا (لسکوواتس)
سلاتینا (به صربی: Slatina) یک منطقهٔ مسکونی در صربستان است که در لسکواس واقع شده‌است. سلاتینا ۶۳۹ نفر جمعیت دارد.